# Grace Phipps
Grace Victoria Phipps (* 4. května 1992 Austin, Texas, Spojené státy americké) je americká herečka a zpěvačka. Hrála Amy v seriálu The Nine Lives of Chloe King, seriál byl však po 10 dílech zrušen. Jako April Young se objevila v 10 dílech čtvrté série seriálu Upíří deníky. V roce 2013 získala roli v Disney Channel originálním filmu Film mých snů, po boku s Rossem Lynchem a Maiou Mitchell. Zahrála si i v jeho pokračování Film mých snů 2.

## Životopis
Grace se narodila v Austinu v Texasu, vyrostla však v Boeme v Texasu a v San Antoniu v Texasu, kde odmaturovala na Robert E. Lee High School a na The North East School of the Arts, v oboru divadlo. 

## Kariéra
Poté, co v roce 2010 odmaturovala, přestěhovala se do Los Angeles, kde ihned získala roli Bee v předělávce filmu Noc hrůzy. Také získala roli Amy v ABC seriálu The Nine Lives of Chloe King. Seriál byl zrušen po jedné sérii.
V roce 2012 byla obsazena do role April Young, hostující postava, v seriálu stanice The CW Upíří deníky, kde se objevila v deseti epizodách čtvrté série. Později bylo potvrzeno, že v další sérii se již neobjeví.
V roce 2013 získala roli Lely v Disney Channel původním filmu Film mých snů, po boku s Rossem Lynchem a Maiou Mitchell. Ve filmu zpívala několik písniček, včetně "Falling for ya". Objevila se v epizodě "Directors & Divas" v seriálu Austin a Ally jako Brandy Braxton. Zahrála si také ve filmové adaptaci novely Dark Summer. Znovu si roli Lely zopakovala ve filmu Film mých snů 2. V roce 2015 si zahrála v hororových filmech Dark Summer a Some Kind of Hate. Objevila se ve třech dílech seriálu Scream Queens a další hostující role měla v seriálech Kriminálka: Oddělení kybernetiky a Hawaii 5-0. Během let 2017 až 2018 hrála seržantku Lilly v seriálu Z Nation.

## Filmografie

### Filmy
| Rok  | Název              | Role        | Poznámky            |
| ---- | ------------------ | ----------- | ------------------- |
| 2011 | Noc hrůzy          | Bee         |                     |
| 2013 | The Signal         | Zoe         | krátkometrážní film |
| 2014 | Temné léto         | Mona Wilson |                     |
| 2015 | Some Kind of Hate  | Kaitlin     |                     |
| 2015 | Tales of Halloween | Alice       |                     |

### Televize
| Rok       | Název                            | Role                  | Poznámky                                |
| --------- | -------------------------------- | --------------------- | --------------------------------------- |
| 2011      | The Nine Lives of Chloe King     | Amy Tiffany Martin    | hlavní role, 10 dílů                    |
| 2012–2013 | Upíří deníky                     | April Young           | Vedlejší role, 10 dílů                  |
| 2013–2015 | Tři kluci a nemluvně             | Megan                 | Vedlejší role, 3 díly                   |
| 2013      | Lovci duchů                      | Hael                  | díl: „I Think I'm Gonna Like It Here“   |
| 2013      | Film mých snů                    | Lela                  | TV film (Disney Channel)                |
| 2014      | Austin a Ally                    | Brandy Braxton        | díl: „Directors & Divas“                |
| 2015      | Hawaii 5-0                       | Erica Young           | díl: „Wawahi moe'uhane (Broken Dreams)“ |
| 2015      | Film mých snů 2                  | Lela                  | TV film (Disney Channel)                |
| 2015      | Kriminálka: Oddělení kybernetiky | Vanessa Gillerman     | díl: „Selife 2.0“                       |
| 2015      | Scream Queens                    | Mladá Mandy Greenwell | 3 díly                                  |
| 2016      | ThisIsCollege                    | Emma                  | mini-seriál, 2 díly                     |
| 2017      | Catching a Break                 | Adrienne              | díl: „Get Your Shit Together“           |
| 2017      | Z Nation                         | seržantka Lilly       | hlavní role (4. řada), 13 dílů          |